# Australische Menschenrechtskommission
Die Australische Menschenrechtskommission (englisch: Australian Human Rights Commission, AHRC) ist eine von der Regierung finanzierte, jedoch unabhängig arbeitende Kommission für Menschenrechte in Australien. Sie wurde 1986 in Sydney gegründet.

## Geschichte
Die Rechtsgrundlage bildet der Human Rights and Equal Opportunity Commission Act 1986. Die Human Rights and Equal Opportunity Commission wurde 2008 in Australian Human Rights Commission umbenannt.
Die AHRC ist nationales Mitglied des International Coordinating Committee of National Human Rights Institutions (ICC).

## Ziele
Die Kommission wendet sich gegen Altersdiskriminierung sowie Sexismus und tritt für Kinderrechte, Asyl sowie Belange von Aborigines und Behinderten ein. Der Leitspruch der Kommission lautet „Human rights: everyone, everywhere, everyday“ (deutsch „Menschenrechte: Jeder, überall, immer“).
Die Kommission schützt und verbessert die Menschenrechtssituation in Australien, indem sie Werte in Alltag und Sprache einbringt, national sowie international die Regierungen an den Erhalt der Menschenrechte erinnert und Menschen über ihre Rechte aufklärt.

## Organisation
Die Kommission besteht aus einem Präsidenten und sechs Kommissaren. Zum ersten Präsidenten der Kommission wurde der Jurist und Richter Marcus Einfeld (1986 bis 1990) ernannt, seit 2012 ist die Akademikerin Gillian Triggs Vorsitzende. Direktorin ist seit 2013 die Journalistin und Juristin Elaine Pearson.
Die Aufgabenbereiche sind im Australian Human Rights Commission Regulations 1989 festgelegt. Für jedes angestrebte Aufgabenfeld gibt es einen Kommissar, den
- Aboriginal and Torres Strait Islander Social Justice Commissioner;
- Disability Discrimination Commissioner;
- Race Discrimination Commissioner;
- Sex Discrimination Commissioner;
- Age Discrimination Commissioner;
- National Children's Commissioner.

## Auszeichnungen und Medaillen
Die Kommission vergibt jedes Jahr Preise. Sie werden an Aktivisten oder Unternehmen verliehen.
Auslobung:
- Menschenrechtsmedaille, Human Rights Medal: jeweils für Einzelpersonen und Organisationen
- Jugendpreis, The Young People’s Human Rights Medal
- Rechtspreis, Human Rights Law Award
- Medienpreis, Media Award: untergliedert in Human Rights Radio Award, Human Rights Television Award, Human Rights Print Media Award, Human Rights Arts Non-Fiction Award.
- Racism – It Stops With Me-Preis
- Tony Fitzgerald Memorial Community-Preis

Die Anzahl der Nominierungen erreichte im Jahr 2015 mit 329 einen Höchststand.